# Iodopovidona
Se denomina povidona, polividona yodada, iodopolivinilpirrolidona o iodopovidona (también, yodopovidona) a los productos formados por una solución de povidona y yodo molecular, generalmente en un 10%. Se emplean frecuentemente como desinfectantes y antisépticos, principalmente para tratar cortes menores en la piel.
La povidona (polivinilpirrolidona, abreviado PVP) es un polímero soluble en agua y fisiológicamente aceptable tanto para los seres humanos como para otros animales; es capaz de combinarse con el yodo y de esta manera volverlo soluble. Con esta acción se obtiene un producto final en el cual se encuentran aún presentes como yodo utilizable las dos terceras partes de la cantidad del complejo de la cantidad original, útil para propósitos microbicidas. El resto del yodo se encuentra presente esencialmente como ion inorgánico de yodo y una pequeña cantidad se combina orgánicamente. Estas dos últimas formas no producen yodo utilizable. Al constituirse esta molécula estable en caso de ser absorbida, no se une a las proteínas plasmáticas y por lo mismo carece de efecto tirotóxico y es eliminado íntegramente por el riñón. Cuando el yodoformo se pone en contacto con la piel, el yodo es liberado lentamente y no provoca característicamente el escozor ni sensación irritante que comúnmente se presenta después de la aplicación de la tintura alcohólica de yodo.
Es eficaz contra todos los microorganismos (bacterias Gram positivas y negativas, hongos, levaduras, micobacterias, virus, protozoos y esporas).
Su uso puede ser peligroso para embarazadas, para las lactantes y para los bebés. También puede provocar severas reacciones en personas alérgicas al yodo.

## Formas comerciales

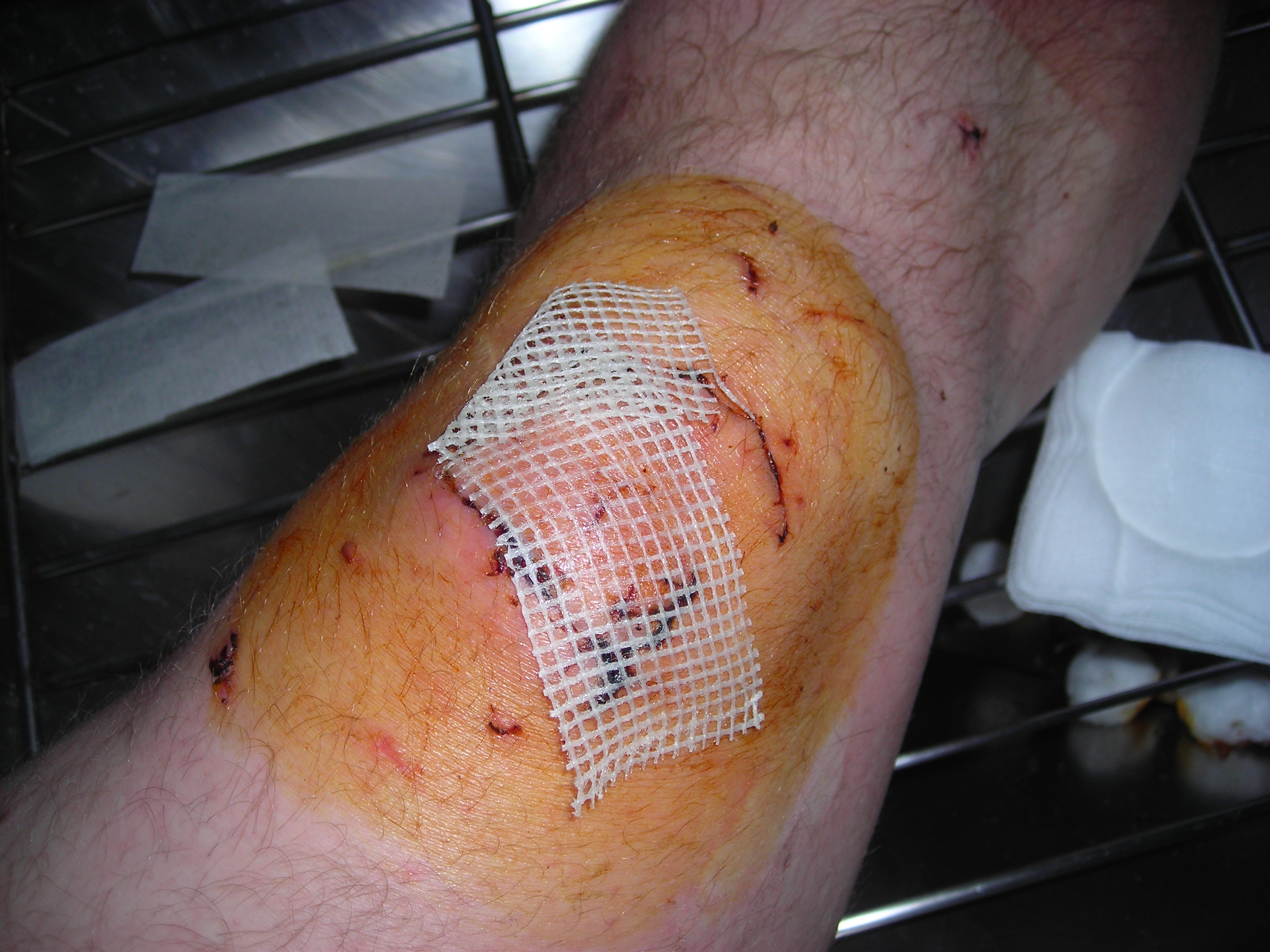
Usos de iodopovidona en heridas. Se ha aplicado una gasa también

En España existen las siguientes formas comerciales de povidona yodada:
- Acydona
- Betadine® (y Betadine Bucal, Betadine Champú, Betadine Scrub, Betadine Vaginal)
- Betatul Apósitos
- Curadona® (y Curadona Scrub)
- Iodina
- Normovidona
- Povidine
- Povidona Iodada Bausch & Lomb
- Sanoyodo
- Topionic® (y Topionic Scrub)

En México y Colombia las formas comerciales más conocidas incluyen Isodine® en Argentina Pervinox y en España Betadine.
Estas formas comerciales se utilizan para la desinfección de pequeñas heridas. También se usan para preparar la piel antes de una operación quirúrgica por su fuerte capacidad microbicida tópica contra una diversidad de gérmenes. La mayoría de productos similares que se venden sin receta médica consiste en una solución del 1% al 10% de povidona yodada. Estos productos presentan la ventaja, frente a otros productos basados en yodo, de que pueden lavarse después que se produzcan manchas.
Debido a su composición y proporción de excipientes se fijan más fácilmente a la piel produciendo una desinfección más rápida y duradera que otras povidonas, lo que hacen que su uso esté extendido por todo el mundo.
Las manchas causadas por iodopovidona en telas, cuando no se pueden eliminar con el lavado, se quitan con tiosulfato sódico.